# Myrcia laxiflora
Myrcia laxiflora är en myrtenväxtart som beskrevs av Jacques Cambessèdes. Myrcia laxiflora ingår i släktet Myrcia och familjen myrtenväxter. Inga underarter finns listade i Catalogue of Life.